# Памятник Анатолию Соловьяненко
Памятник Анатолию Соловьяненко установлен 31 мая 2002 года в Ворошиловском районе Донецка, в Театральном сквере возле Донецкого государственного академического театра оперы и балета, который тоже носит имя Соловьяненко.
Авторы памятника скульптор Александр Митрофанович Скорых и архитектор Виталий Евгеньевич Вязовский.
Анатолий Борисович Соловьяненко — оперный тенор, народный артист СССР. Соловьяненко родился в Донецке, здесь же начиналась его творческая карьера.
Во время проведения II международного фестиваля «Золотой Скиф» был заложен камень, на месте которого предполагалось установить памятник. Был проведен конкурс на лучший проект памятника. В конкурсе принимали участие десять скульптур. Участвовали Александр Скорых, Александр Порожнюк и другие скульпторы. Конкурс выиграл проект Александра Скорых.

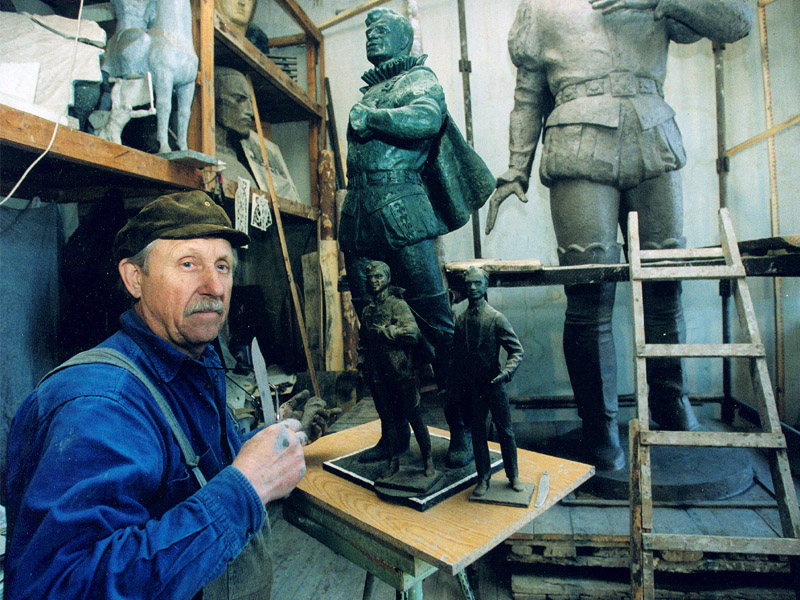
Скульптор Александр Скорых работает над памятником
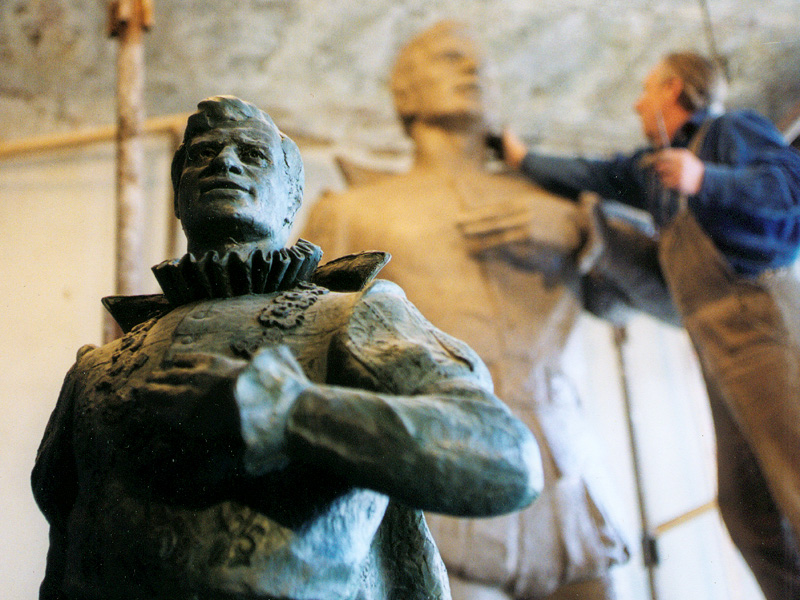
Скульптор Александр Скорых работает над памятником
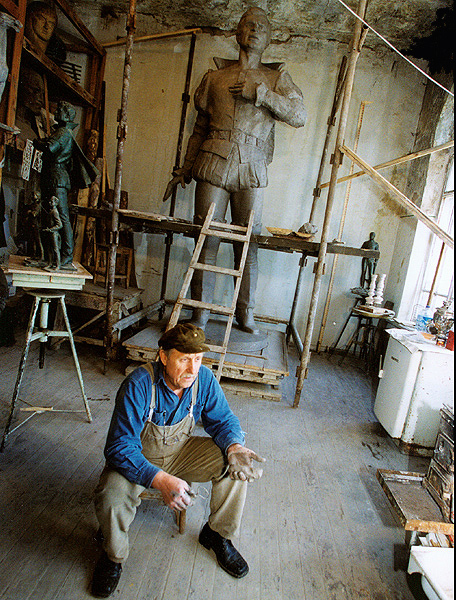
Скульптор Александр Скорых работает над памятником
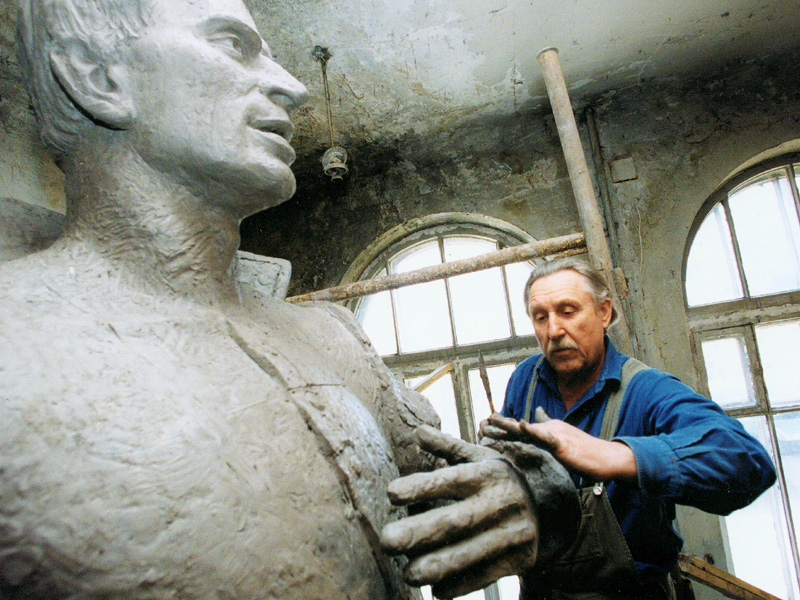
Скульптор Александр Скорых работает над памятником
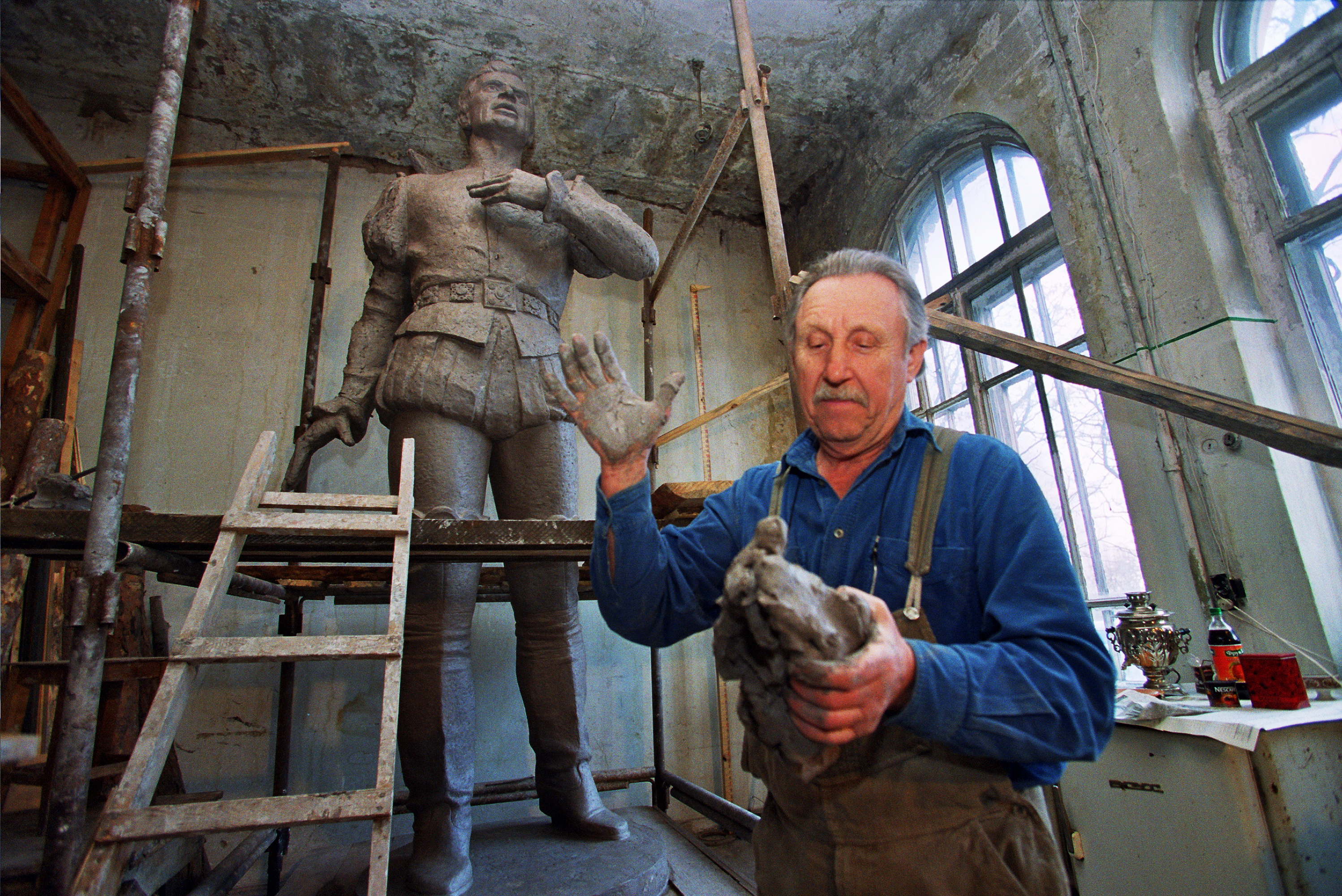
Скульптор Александр Скорых работает над памятником

Памятник был установлен 31 мая 2002 года в рамках IV международного фестиваля «Золотой Скиф».
Памятник представляет собой скульптуру Анатолия Соловьяненко в полный рост, одетого в концертный костюм Герцога из оперы Джузеппе Верди «Риголетто». Скульптура стоит на постаменте круглой формы, который опирается на цилиндры, символизирующие театральные колонны. Памятник выполнен из бронзы и покрыт сусальным золотом. Высота памятника 3,5 метра.

Образ Герцога из оперы «Риголетто» был выбран не случайно. Соловьяненко дебютировал на сцене Донецкого театра оперы и балета в образе герцога. После гастролей Соловьяненко в Испании с оперой «Риголетто», одна из газет опубликовала статью с названием «Шахтёрский герцог». С этой публикации прозвище закрепилось за певцом. На постаменте памятника также написано на украинском языке: 
Гордість України - 
Анатолій  Солов’яненко - 
«Шахтарський герцог»
В 2009 году памятник Анатолию Соловьяненко в Донецке попал в Топ-10 самых аляповатых монументов независимой Украины, составленный еженедельником «Комментарии». По мнению составителей рейтинга скульптура претенциозная, гротескная, а круглый постамент напоминает «пенёк».
Проект Александра Порожнюка, который тоже участвовал в конкурсе предполагал установку памятника на небольшой сцене, которая окружена полукругом белых аркад. На сцене можно было бы проводить небольшие концерты. Сама скульптура должна была выполнена в более привычном для зрителей виде.